# 廖乾五
廖五（1886年2月18日—1930年9月3日），或写为廖乾吾，原名廖正元，又名华龙，化名刘省三，陕西省平利县龙门乡龙门村（今八仙镇龙门村）人。曾任黄埔一期政治教官、北伐战争时任国民革命军第四军少将政治部主任。

## 生平
生于道士家庭。1922年在武汉参加中国共产党。是武汉地区早期党员，也是陕西省籍第一名共产党员。1923年2月和项英领导了武汉地区的二七大罢工。1924年1月作为汉口特别区正式代表参加了中国国民党第一次全国代表大会。会后任中共汉口地区委员会委员（委员长包惠僧）、协助林祖涵创建中国国民党汉口执行部并曾代理宣传部长。1930年在长沙被何鍵秘密杀害。

## 家人
- 大哥廖翰屏，晚清秀才。教书为生，给廖乾五启蒙私塾教育。1945年病故。[9]
- 二哥廖定三，清末留学日本，民初曾任汉阳府知事、湖北军政府执法司司长、老河口禁烟局局长等职，1922年在川东奉节被川军袁祖銘杀害。[9]
- 发妻杨富秀(杨万青)：1906年腊月结婚[9]

## 身后
长期以来，廖乾吾（廖乾五）的籍贯、学历、早期生平湮没不为人知。1985年秋，叶剑英召集中央和鄂、川、陕三省部分党史机构负责人，说廖乾五“大革命之后却没一点音讯了。这么重要的一个人物，我们必须把他弄清楚”。为此，陕西省委书记马文瑞指派该省3名党史研究人员展开调查，辗转17个省市，走访上千人，在无有效线索情况下，沿着廖乾五曾任职政治部主任的北伐军第十二师进军线路走访沿途各县的党史、地方志、文物部门。1986年6月三人小组在醴陵革命烈士纪念馆获悉该馆在1962年3月曾收到陕西省平利县龙门公社龙门大队来信查询廖乾五下落，原来北伐军第十二师攻占醴陵县后，廖乾五在醴陵给老家的家人写了一封信，这也是家人收到的廖的最后音讯。由此，陕西党史部门很快查清廖乾五早年生平。

## 纪念
- 1997年，中共中央办公厅、国务院办公厅批准，平利县中学建有廖乾五纪念像。[12]
- 平利县烈士陵园建有廖乾五的雕像
- 廖五故居，2012年被公布为县级文物保护单位，2018年7月3日被陕西省人民政府公布为第七批陕西省文物保护单位。2021年1月被公布为陕西省第一批不可移动革命文物。目前仅存前厅，建筑面积58平方米。[13]
- 中共陕西省委党史研究室编写：《廖乾五》，陕西人民出版社1996年3月出版
- 廖为凡：《廖乾五在大革命中》，陕西出版传媒集团陕西人民出版社2014年3月出版
- 《廖五》纪录片：2020年7月陕西省广电局报送立项重大题材纪录片《廖乾五》，共2集，每集30分钟。[14]
- 2019年12月29日中国中央电视台《新闻联播》在“为了民族复兴·英雄烈士谱”系列专题中以《廖乾五：我党早期优秀政治军事干部》报道了其生平事迹。[15]